# Ashdown
Ashdown – miasto w Stanach Zjednoczonych, w stanie Arkansas, siedziba administracyjna hrabstwa Little River.